# Chalepus porosus
Chalepus porosus es un coleóptero de la familia Chrysomelidae.
Fue descrita científicamente en 1824 por Germar.